# IC 3737
IC 3737 је појединачна звијезда у сазвјежђу Береникина коса која се налази на листи објеката дубоког неба у Индекс каталогу.
Деклинација објекта је + 21° 57' 32" а ректасцензија 12h 45m 20,3s.